# 중앙윌란 지역

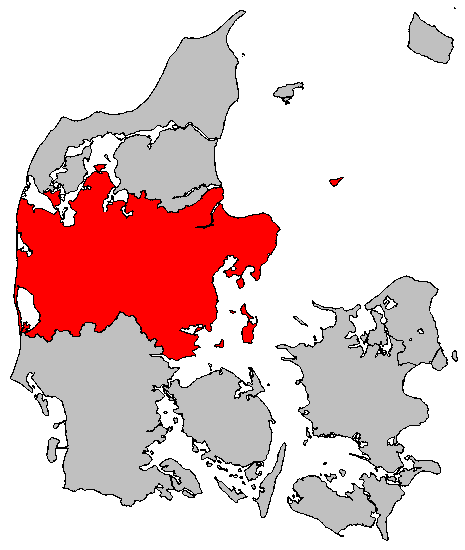
중앙윌란 지역의 위치

중앙윌란 지역(덴마크어: Region Midtjylland)은 덴마크를 구성하는 5개 지역 가운데 하나로, 중심 도시는 비보르이며 면적은 13,053km2, 인구는 1,237,041명(2008년 기준)이다. 2007년 1월 1일에 실시된 행정 구역 개편 당시에 링쾨빙 주 전체 지역과 오르후스 주의 대부분 지역, 비보르 주의 남부 지역, 바일레 주의 북부 지역을 합병하여 신설되었으며 19개 지방 자치체를 관할한다.

## 지방 자치체 목록

중앙윌란 지역의 지방 자치체

| 지방 자치체                           | 면적 (km2) | 인구 (2012년 1월 1일 기준) |
| ------------------------------------- | ---------- | -------------------------- |
| 오르후스 시 (Aarhus)                  | 467.8km2   | 314,545명                  |
| 라네르스 시 (Randers)                 | 747.6km2   | 95,756명                   |
| 비보르 시 (Viborg)                    | 1,408.7km2 | 93,819명                   |
| 실케보르 시 (Silkeborg)               | 850.5km2   | 89,328명                   |
| 헤르닝 시 (Herning)                   | 1,321.4km2 | 86,348명                   |
| 호르센스 시 (Horsens)                 | 519.8km2   | 83,598명                   |
| 스카네르보르 시 (Skanderborg)         | 416.7km2   | 58,008명                   |
| 링쾨빙스키에른 시 (Ringkøbing-Skjern) | 1,469.6km2 | 57,892명                   |
| 홀스테브로 시 (Holstebro)             | 793.0km2   | 57,153명                   |
| 스키베 시 (Skive)                     | 683.3km2   | 47,620명                   |
| 파우르스코우 시 (Favrskov)            | 540.3km2   | 47,117명                   |
| 헤덴스테드 시 (Hedensted)             | 551.3km2   | 46,029명                   |
| 쉬디우르스 시 (Syddjurs)              | 689.8km2   | 41,815명                   |
| 이카스트브라네 시 (Ikast-Brande)      | 733.4km2   | 40,658명                   |
| 노르디우르스 시 (Norddjurs)           | 720.9km2   | 37,876명                   |
| 스트루에르 시 (Struer)                | 246.2km2   | 22,098명                   |
| 오데르 시 (Odder)                     | 223.6km2   | 21,749명                   |
| 렘비 시 (Lemvig)                      | 502.8km2   | 21,384명                   |
| 삼쇠 시 (Samsø)                       | 113.5km2   | 3,889명                    |

## 같이 보기
- 덴마크의 지역